# Olaf Roggensack
Olaf Roggensack (29 de maio de 1997) é um remador alemão, medalhista olímpico.

## Carreira
Roggensack conquistou a medalha de prata nos Jogos Olímpicos de Verão de 2020 em Tóquio com a equipe da Alemanha no oito com masculino, ao lado de Johannes Weißenfeld, Laurits Follert, Torben Johannesen, Jakob Schneider, Malte Jakschik, Richard Schmidt, Hannes Ocik e Martin Sauer, com o tempo de 5:25.60.